# Lasowiec
Lasowiec [laˈsɔvjɛt͡s] (deutsch Sternwalde) ist ein kleiner Ort in der polnischen Woiwodschaft Ermland-Masuren und gehört zur Gmina Mrągowo (Landgemeinde Sensburg) im Powiat Mrągowski (Kreis Sensburg).

## Geographische Lage
Lasowiec liegt am Nordwestufer des Glembokosees (1938 bis 1945 Sternwalder See, polnisch Jezioro Głębokie) in der Mitte der Woiwodschaft Ermland-Masuren, drei Kilometer westlich der Kreisstadt Mrągowo (deutsch Sensburg).

## Geschichte
Der heutige Weiler (polnisch Osada) Lasowiec bestand ursprünglich aus lediglich zwei kleinen Höfen und war bis 1945 ein Wohnplatz innerhalb der Stadtgemeinde Sensburg (polnisch Mrągowo). Mit seinen elf Einwohnern im Jahre 1867, 35 im Jahre 1885 und 22 im Jahre 1905 gehörte der Ort zum Kreis Sensburg im Regierungsbezirk Gumbinnen (1905 bis 1945: Regierungsbezirk Allenstein) in der preußischen Provinz Ostpreußen.
Im Jahre 1945 kam Sternwalde in Kriegsfolge mit dem gesamten südlichen Ostpreußen zu Polen und erhielt die polnische Namensform „Lasowiec“. Heute ist es eine Ortschaft im Verbund der Gmina Mrągowo (Landgemeinde Sensburg) im Powiat Mrągowski (Kreis Sensburg), bis 1998 der Woiwodschaft Olsztyn (Allenstein), seither der Woiwodschaft Ermland-Masuren zugehörig.

## Kirche
Kirchlich war Sternwalde bis 1945 nach Sensburg eingepfarrt – in die dortige evangelische Pfarrkirche in der Kirchenprovinz Ostpreußen der Kirche der Altpreußischen Union bzw. in die katholische Kirche St. Adalbert im Bistum Ermland.
Der Bezug zu den beiden Stadtkirchen besteht auch heute noch.

## Verkehr
Lasowiec ist lediglich über eine Nebenstraße zu erreichen, die innerhalb der Stadt Mrągowo von der polnischen Landesstraße 59 (einstige deutsche Reichsstraße 140) abzweigt und bis nach Bagienice Małe (Klein Bagnowen, 1938 bis 1945 Bruchwalde) führt. Eine Bahnanbindung besteht nicht.